# هوخ‌هالن
هوخ‌هالن (به هلندی: Hooghalen) یک منطقهٔ مسکونی در هلند است که در میدن-درنته واقع شده‌است. هوخ‌هالن ۹۴۰ نفر جمعیت دارد.